# Ángel Galarza
Ángel Galarza Gago (Madrid, 4 novembre 1892 - Paris, 25 juillet 1966) est un juriste et homme politique espagnol, membre successivement du Parti républicain radical-socialiste (PRRS) — dont il a contribué à la création, en 1929 — du Parti républicain indépendant socialiste radical (PRRSI) et enfin, du Parti socialiste ouvrier espagnol (PSOE). Il a occupé les postes de procureur général de la République, directeur général de la sécurité et ministre du Gouvernement pendant la Seconde République espagnole et la guerre civile qui a suivi.